# Per Båtelson
Per Båtelson, född 1950, är en svensk företagsledare och entreprenör som bland annat har varit verksam inom hälso- och sjukvården. 
Han är civilingenjör, utbildad vid Chalmers i Göteborg. Han har haft flera chefstjänster inom svensk industri, som divisionschef vid Eka Chemicals, vd för bioteknikföretaget Karo Bio, teknisk direktör vid Modo Paper, vice vd vid i investmentbolaget Bure, vd för vårdföretaget Capio samt vd och partner i Global Health Partner. Per Båtelson har även varit ordförande för statsägda Apoteket AB.
I oktober 2013 utsågs han av Stockholms läns landsting till ordförande för Karolinska universitetssjukhuset. Han lämnade det uppdraget i december 2014.